# ROH World Six-Man Tag Team Championship
O ROH World Six-Man Tag Team Championship é um título de equipes de luta livre profissional com direitos pertencentes à organização estadunidense Ring of Honor (ROH). O título foi anunciado oficialmente em uma conferência de imprensa em 30 de agosto de 2016 e marcou o primeiro novo título criado pela ROH desde 2010, quando o ROH World Television Championship foi estabilizado. A ROH promoveu o título como a primeira vez em quase 25 anos que uma grande promoção americana tinha tido um título Six-Man Tag Team. Os cinturões do campeonato foram remodelados em janeiro de 2018.
Os campeões são determinados com a realização de combates de luta livre profissional, em que os vencedores de cada combate são pré-determinados por um roteiro. Até o presente mês de março de 2025, um total de 12 lutadores, dispostos em 4 equipes e distribuídos 4 reinados distintos, já conquistaram o título. Os primeiros campeões foram The Kingdom (Matt Taven, TK O'Ryan e Vinny Marseglia) e os atuais são Bullet Club (Adam Page, Matt Jackson e Nick Jackson), que estão em seu primeiro reinado individualmente e como trio. Enquanto os três são campeões oficiais, outros membros do Bullet Club também podem defender o título de acordo com o "Bullet Club Rules".

## História

### Torneio inaugural
O torneio para coroar os campeões inaugurais  aconteceu entre 30 de setembro e 2 de dezembro. O torneio contou com lutadores das promoções Consejo Mundial de Lucha Libre (CMLL) e New Japan Pro Wrestling (NJPW), ambas as quais a ROH manteve parcerias. O torneio começou em 30 de setembro no All Star Extravaganza VIII pay-per-view (PPV), com as lutas restantes das quartas de final e semifinal ocorrendo nas gravações de 1 e 29 de outubro do programa semanal Ring of Honor Wrestling. A final do torneio ocorreu no Final Battle de 2016.
|  | Quartas de final                                 | Quartas de final                                 |                          |     | Semifinais | Semifinais |  |  | Final | Final |
|  |                                                  |                                                  |                          |     |            |            |  |  |       |       |
|  |                                                  |                                                  |                          |     |            |            |  |  |       |       |
|  |                                                  |                                                  |                          |     |            |            |  |  |       |       |
|  | ACH, Jay White e Kushida                         | Pin                                              |                          |     |            |            |  |  |       |       |
|  | ACH, Jay White e Kushida                         | Pin                                              |                          |     |            |            |  |  |       |       |
|  | The Briscoes e Yano                              | 14:00                                            |                          |     |            |            |  |  |       |       |
|  | The Briscoes e Yano                              | 14:00                                            | ACH, Jay White e Kushida | Pin |            |            |  |  |       |       |
|  |                                                  |                                                  | ACH, Jay White e Kushida | Pin |            |            |  |  |       |       |
|  |                                                  | The Cabinet                                      | 11:42                    |     |            |            |  |  |       |       |
|  | The Cabinet                                      | The Cabinet                                      | 11:42                    | Pin |            |            |  |  |       |       |
|  | The Cabinet                                      |                                                  |                          | Pin |            |            |  |  |       |       |
|  | Jason Kincaid, Leon St. Giovanni e Shaheem Ali   | 9:31                                             |                          |     |            |            |  |  |       |       |
|  | Jason Kincaid, Leon St. Giovanni e Shaheem Ali   | 9:31                                             | ACH, Jay White e Kushida | Pin |            |            |  |  |       |       |
|  |                                                  |                                                  | ACH, Jay White e Kushida | Pin |            |            |  |  |       |       |
|  |                                                  | The Kingdom                                      | 17:00                    |     |            |            |  |  |       |       |
|  | Bullet Club                                      | The Kingdom                                      | 17:00                    | Pin |            |            |  |  |       |       |
|  | Bullet Club                                      |                                                  |                          | Pin |            |            |  |  |       |       |
|  | The Kingdom                                      | 12:02                                            |                          |     |            |            |  |  |       |       |
|  | The Kingdom                                      | 12:02                                            | The Kingdom              | Pin |            |            |  |  |       |       |
|  |                                                  |                                                  | The Kingdom              | Pin |            |            |  |  |       |       |
|  |                                                  | Time CMLL (Hechicero, Okumura e Último Guerrero) | 9:34                     |     |            |            |  |  |       |       |
|  | The Addiction e Kamaitachi                       | Time CMLL (Hechicero, Okumura e Último Guerrero) | 9:34                     | Pin |            |            |  |  |       |       |
|  | The Addiction e Kamaitachi                       |                                                  |                          | Pin |            |            |  |  |       |       |
|  | Time CMLL (Hechicero, Okumura e Último Guerrero) | 11:12                                            |                          |     |            |            |  |  |       |       |
|  | Time CMLL (Hechicero, Okumura e Último Guerrero) | 11:12                                            |                          |     |            |            |  |  |       |       |

## Reinados
| Nº          | Ordem de reinados na história                    |
| Reinado     | O número de reinados de cada equipe/lutador      |
| Localização | A cidade em que o título foi conquistado         |
| Evento      | O evento em que o título foi conquistado.        |
| —           | Usados para o tempo em que o título estava vago. |
| +           | Indica o reinado atual.                          |

| Nº | Dupla (Nome dos lutadores)                            | Reinado | Data                  | Dias com o título | Local                    | Evento                  | Notas | Ref.                        |
| -- | ----------------------------------------------------- | ------- | --------------------- | ----------------- | ------------------------ | ----------------------- | --- | --------------------------- |
| 1  | The Kingdom (Matt Taven, TK O'Ryan e Vinny Marseglia) | 1       | 2 de dezembro de 2016 | 99                | Nova Iorque, Nova Iorque | Final Battle            | The Kingdom derrotaram Jay White, Kushida e Lio Rush na final de um torneio para se tornarem os primeiros campeões.                                     | [ 15 ]                      |
| 2  | Bully Ray e The Briscoes (Jay Briscoe e Mark Briscoe) | 1       | 11 de março de 2017   | 104               | Las Vegas, Nevada        | Ring of Honor Wrestling | Silas Young ocupou o lugar TK O'Ryan, que estava lesionado. Exibido em 11 de abril de 2017.                                                             | [ 19 ]                      |
| 3  | Dalton Castle e The Boys (Boy 1 e Boy 2)              | 1       | 23 de junho de 2017   | 58                | Lowell, Massachusetts    | Best in the World       | | [ 20 ]                      |
| 4  | Bullet Club (Adam Page, Matt Jackson e Nick Jackson)  | 1       | 20 de agosto de 2017  | 2765+             | Edimburgo, Escócia       | War Of The Worlds UK    | Enquanto Page e Young Bucks são os campeões oficiais, outros membros do Bullet Club também podem defender o título de acordo com o "Bullet Club Rules". | [ 21 ] [ 22 ] [ 23 ] [ 24 ] |

## Reinados combinados
Em 16 de março de 2025.

### Por equipe
| + | Indica os atuais campeões |

| Pos. | Dupla (Nome dos lutadores)                            | Nº de reinados | Dias combinados |
| ---- | ----------------------------------------------------- | -------------- | --------------- |
| 1    | Bullet Club (Adam Page, Matt Jackson e Nick Jackson)  | 1              | 2765+           |
| 2    | Bully Ray e The Briscoes                              | 1              | 104             |
| 3    | The Kingdom (Matt Taven, TK O'Ryan e Vinny Marseglia) | 1              | 99              |
| 4    | Dalton Castle e The Boys                              | 1              | 58              |

### Por lutador
| Pos.            | Lutador       | Nº de reinados | Dias combinados |
| --------------- | ------------- | -------------- | --------------- |
| 1               | Adam Page     | 1              | 2765+           |
| Matt Jackson    | 1             | 2765+          |                 |
| Nick Jackson    | 1             | 2765+          |                 |
| 4               | Bully Ray     | 1              | 104             |
| Jay Briscoe     | 1             | 104            |                 |
| Mark Briscoe    | 1             | 104            |                 |
| 7               | Matt Taven    | 1              | 99              |
| TK O'Ryan       | 1             | 99             |                 |
| Vinny Marseglia | 1             | 99             |                 |
| 10              | Dalton Castle | 1              | 58              |
| Boy 1           | 1             | 58             |                 |
| Boy 2           | 1             | 58             |                 |